# 米哈伊洛·費多羅夫
米哈伊洛·阿爾貝托维奇·費多羅夫（羅馬化：Mykhailo Albertovich Fedorov；1991年1月21日—），烏克蘭政治人物、商人。2019年起，擔任烏克蘭副總理兼數位化轉型部部長。2025年7月，他接替尤利婭·斯維里登科擔任烏克蘭第一副總理，他也是烏克蘭歷史上最年輕的一位部長。
2021年3月19日，兼任烏克蘭國家安全與國防事務委員會委員。2022年俄羅斯入侵烏克蘭期間，兼任烏克蘭IT軍團的負責人。

## 生平
費多羅夫畢業於扎波羅熱國立大學。是SMM工作室的創始人。
2014年烏克蘭議會選舉中，費多羅夫代表政黨5.10競選烏克蘭最高拉達但落選，位列在該黨名單上第166位。
在2019年烏克蘭總統選舉後，費多羅夫成為烏克蘭總統弗拉基米爾·澤連斯基的顧問。費多羅夫在2019年烏克蘭議會選舉期間被列入人民公僕的政黨名單，但他本人不是該黨的註冊成員，依烏克蘭中央選舉委員會的說法，費多羅夫是無黨派人士。費多羅夫在選舉中當選為最高拉達議員。
2019年8月29日，費多羅夫獲任命為貢恰魯克內閣数字化轉型部部長。他在獲得部長任命後放棄了议员资格。費多羅夫作為部長最重要的項目是的「智能手機國家」項目，其目標是到2024年政府服務應100%在線提供，其中自動提供20%的服務，並無需官方干預下只需一個在線填寫表格即可「在任何生活情況下」獲得一攬子服務。2019年11月5日，費多羅夫在Facebook上寫道「智能手機狀態」項目在2020年不會由國家預算資助，但他希望在2021年實施，但它將依賴「有效的團隊和國際技術援助、公私伙伴關係和志願服務」。第二天，烏克蘭總理阿列克謝·貢恰魯克強調，每個政府部門都計劃了数字化支出，数字化轉型部確實有單獨的預算，因此國家預算足以在2020年推動「智能手機國家」項目。

## 外部連結
- 米哈伊洛·費多羅夫的Facebook專頁
- 米哈伊洛·費多羅夫的X（前Twitter）
- 米哈伊洛·費多羅夫的Telegram